# 쥐디트 앙리
쥐디트 앙리(Judith Henry, 1968년 5월 16일 ~ )는 프랑스의 배우이다.

## 출연 작품
- 저니 투 그린랜드 (2016)
- 꼬마 니콜라의 여름방학 (2014)
- 플레잉 데드 (2013)
- 키루나에서의 재회 (2012)
- 탑 블루어 레프트 윙 (2010)
- 그로운 업스 (2008)
- 워킹 맨 (2007)
- 제르미날 (1993)
- 11월 (1992)
- 베일 속의 여인 (1990)